# ICAO-Code
ICAO-Codes dienen zur eindeutigen Identifizierung von Flugplätzen, Fluggesellschaften und Flugzeugtypen. Sie werden von der International Civil Aviation Organization (ICAO) (Internationalen Zivilen Luftverkehrsorganisation) vergeben. ICAO-Codes werden von der Flugsicherung, bei der Flugplanung sowie im Flugbetrieb verwendet.
Sie sind nicht zu verwechseln mit den aus nur drei Buchstaben bestehenden IATA-Codes für Flugplätze mit Reiseflugverkehr, mit denen Fluggäste sehr viel häufiger konfrontiert werden, weil sie beim Verkauf von Flugleistungen, auf Reservierungen, Tickets, Zeittafeln am Flughafen etc. als Abkürzungen für Flugziele benutzt werden. Ebenfalls sind sie nicht zu verwechseln mit den IATA-Codes für Flugzeugtypen und für Fluggesellschaften.

## Zeichencode für Flugplätze
ICAO-Codes für Flugplätze bestehen aus vier lateinischen Buchstaben. Jeder Code – man nennt ihn auch „Location Indicator“ Dokument 7910 der ICAO – wird weltweit nur einmal vergeben.
Der erste Buchstabe gibt die Region/den Kontinent bzw. in manchen Fällen das Land an, in dem sich der Flugplatz befindet. Der zweite Buchstabe bezeichnet meist das Land (z. B. ED und ET  für Deutschland, LO für Österreich, LS für die Schweiz). Die beiden letzten Zeichen (bei Ländern, die nur durch einen Buchstaben repräsentiert werden, die drei letzten) dienen zur Zuordnung der Flughäfen innerhalb der jeweiligen Länder. Deren Bedeutungen sind je nach Land unterschiedlich geregelt.

## Zeichencode für Fluggesellschaften
Die ICAO-Codierung für Fluggesellschaften besteht derzeit aus drei Buchstaben (z. B. DLH für die Deutsche Lufthansa, AUA für die Austrian Airlines Group oder SWR für Swiss International Airlines) und ist im ICAO-Dokument 8585 (Designators for Aircraft Operating Agencies, Aeronautical Authorities and Services) festgelegt. Sie beruhen nicht auf einem System wie etwa die Flugplatz-Codes.
Ähnlich wie bei den Flugplätzen sind den Fluggästen die aus zwei Buchstaben oder Zahlen bestehenden IATA-Codes (z. B. LH für die Deutsche Lufthansa, OS für Austrian Airlines und LX für Swiss International Airlines) geläufiger. Manche Gesellschaften benutzen jedoch ihren ICAO-3-Letter-Code, sei es, weil sie keinen IATA-Code haben, oder aus Marketinggründen. So nutzt zum Beispiel die Fluggesellschaft easyJet vorrangig ihren prägnanten ICAO-Code EZY an Stelle des IATA-Codes U2.
Das Codesystem für Fluggesellschaften wurde im Jahr 1947 von der ICAO eingeführt und basierte ursprünglich auf einem zweistelligen System, welches in gleicher Form von der IATA mitbenutzt wurde. Beim Eintritt einer Fluggesellschaft in den Linienflugverband IATA wurde ihr damals zweistelliger ICAO-Code (offiziell bezeichnet als „2-letter-designator“) unverändert als IATA-Code übernommen. Allein anhand des Codes konnte zu dieser Zeit nicht erkannt werden, ob eine Fluggesellschaft Mitglied der IATA war. So verwendete beispielsweise die Linienfluggesellschaft Lufthansa das Kürzel LH ursprünglich als ICAO-Code und als IATA-Code. Dagegen stand das Kürzel DZ allein für den ICAO-Code der Charterfluggesellschaft Calair, weil diese kein IATA-Mitglied war und somit keinen IATA-Code besaß. Aufgrund der gestiegenen Zahl an Fluggesellschaften wurde das 3-stellige-Codesystem im Jahr 1982 von der ICAO vorgestellt. Nach einer fünfjährigen Übergangsphase trat es zum 1. November 1987 verbindlich in Kraft und löste das 2-stellige-Codesystem ab.

## Zeichencode für Flugzeugtypen
Außerdem vergibt die ICAO vierstellige, aus Buchstaben und Ziffern bestehende Codes für Flugzeugtypen (Beispiel A332 für den Airbus A330-200), siehe Liste der Flugzeugtypencodes. Alle Flugzeuge bekommen einen ICAO-Code, die im Document 8643 (Aircraft Type Designators) nachzuschlagen sind. Dieser Code muss beispielsweise bei der Aufgabe eines Flugplans benutzt werden.

## Zeichencode für maschinenlesbare Reisedokumente
Neben reinen Flugverkehrszeichen werden von der ICAO auch Zeichen für maschinenlesbare Reisedokumente (englisch: machine readable travel documents – MRTD) vergeben, die wiederum Länderzeichencodes umfassen. Diese Ländercodes sind im Dokument 9303/MRTD der ICAO beschrieben.